# 静海运载火箭

静海号运载火箭

静海号运载火箭 （俄语：Штиль - 平静（天气））是一款由潜射弹道导弹改装而来，用于将人造卫星发射到轨道上的一次性运载火箭。它基于马克耶夫火箭设计局设计的R-29RM ，与波浪运载火箭的设计具有关联。 静海运载火箭是使用液体推进剂的3级运载火箭。这也是第一款成功将有效载荷从潜艇发射到轨道的运载工具，同时也可以进行陆基发射。

## 版本

### 静海
这是本款运载火箭的基准版本。有效载荷被放置在靠近第三级发动机喷嘴的太空舱中的特殊容器中。投入使用的载具从俄罗斯海军退役而来，并拆除了弹头和天线以转换为民用运载用途。为了将有效载荷注入正确的轨道，需要调整飞行软件并安装其他测量设备。水下发射工作可由667B型核潜艇执行。

### 提议的未来版本

#### 静海-2.1
本款正在研制的版本有效载荷的位置改至位于箭体顶部的特殊区域中。这项改进将增加有效载荷的体积和重量。

#### 静海-2R
进一步增强的版本将在箭体顶部具有更大的有效载荷空间。额外的空间可用于更大和更重的有效载荷，以及一个上面级以将载荷注入更高的轨道。而箭体长度的增加则意味着火箭将只能从陆基发射场进行发射。

#### 静海-3
静海运载火箭的最终建议版本包括一个经过重新设计的第三级，带有扩大的燃料贮箱。先前版本中使用的载荷空间被重新设计的机构和载荷适配器代替。在任务产生需求时，有效载荷部分也可以携带一个上面级。

## 性能
由于静海运载火箭配有移动发射平台，因此可以发射至多个不同的倾角，也同时满足到达太阳同步轨道和低地球轨道的要求。可能的有效载荷由所需任务确定。在一次典型的目标为倾角79度、高度200km的圆形轨道发射任务中，静海运载火箭的有效载荷为160千克。而提议的版本具有最高达430千克的有效载重能力（静海-3）。

## 发射历史
- 1998年7月7日，静海运载火箭在低地球轨道上放置了两个有效载荷。俄罗斯北方舰队第三舰队的667B型核潜艇K-407 <i id="mwLQ">新莫斯科斯克号</i>负责发射了德国“ Tubsat-N”和“ Tubsat-N1”卫星。发射是在位于巴伦支海的发射试验场进行的。重8公斤和3公斤的有效载荷分别被注入倾角为78.9度的400 x 776公里轨道。这也是第一次从潜艇发射卫星。
- 2006年5月26日，静海运载火箭将Kompass-2卫星注入近地轨道。发射是由667B级核潜艇K-840叶卡捷琳堡号在巴伦支海负责执行的。 Kompass-2卫星的重量为77公斤，被发射至倾角为79.8度的500公里高轨道上。

### 被取消的发射
- 南非卫星SumbandilaSat是一枚80千克的微卫星，以多光谱成像仪为主要有效载荷，计划于2007年初由静海运载火箭发射升空。 最终SumbandilaSat由联盟-2.1b火箭于2009年9月17日发射至一条500公里的低地球轨道。